# Ston Easton
Ston Easton is een civil parish in het bestuurlijke gebied Mendip, in het Engelse graafschap Somerset met 550 inwoners.